# 穆尔利根杰
穆尔利根杰（Murliganj），是印度比哈尔邦Madhepura县的一个城镇。总人口22921（2001年）。

## 人口
该地2001年总人口22921人，其中男性12176人，女性10745人；0—6岁人口4247人，其中男2162人，女2085人；识字率45.45%，其中男性为53.26%，女性为36.59%。